# 卡曼达蕾雅酒
卡曼达蕾雅酒）是一种琥珀色甜酒，产于塞浦路斯特罗多斯山山麓的卡曼达蕾雅地区。卡曼达蕾雅酒是由晒干的Xynisteri和Mavro品种葡萄酿制的。虽然是加强葡萄酒，但是在“加强”前初酿的酒液酒精浓度就已经高达15％左右。它是塞浦路斯历史悠久的葡萄酒风格之代表，其历史可以追溯到公元前800年，毫无疑问，它也是现今仍在生产的有名字的葡萄酒中，历史最悠久的，其名“卡曼达蕾雅”可以追溯到12世纪十字军东征时期。

## 历史
卡曼达蕾雅酒有着悠久的历史，据说可追溯到古希腊时期，当时它是在节日中一种流行的饮料。塞浦路斯的干葡萄酒最早被人所知是在公元前800年，由希腊诗人赫西俄德（Hesiod）在诗中称其为Cypriot Manna，意思是塞浦路斯的甘露。
12世纪，十字军东征期间，卡曼达蕾雅酒出现在国王理查一世与纳瓦拉的贝伦加丽亚在利马索尔的婚礼上。婚礼上，理查一世当众称赞卡曼达蕾雅酒为“国王的葡萄酒，以及葡萄酒之王”（the wine of kings and the king of wines）。12世纪末，理查一世与将岛卖给了圣殿骑士团，圣殿骑士团又把它卖给了吕西尼昂的居伊，但在利马索尔附近的科洛西（Kolossi）保留了一块封建种植园，这块种植园被称作“La Grande Commanderie”。“Commanderie”的意思是军事总部，而Grande（大）则是为了区分岛上两个较小的指挥所，一个靠近帕福斯，另一个在凯里尼亚附近。这一区域在圣殿骑士团（后来的医院骑士团）控制下成为著名的卡曼达蕾地区（Commandaria）。骑士们开始生产大量的葡萄酒，出口到欧洲的王室宫廷，并提供给前去圣地朝圣的朝圣者。这些葡萄酒也以当地的地名为名。因此，毫无疑问，卡曼达蕾雅酒也是现今仍在生产的有名字的的葡萄酒中，历史最悠久的。
虽然今天，卡曼达蕾雅酒仍以“卡曼达蕾雅”这个名字生产和销售，但过去岁月中它曾有过好几个类似名称和拼写方式。1863年，Thomas George Shaw在他的著作《葡萄酒 —— 葡萄藤和酒窖》（Wine, the vine, and the cellar）中将这种酒写称为“Commanderi”；在1833年Cyrus Redding在他的著作《当代葡萄酒的历史与特色》（A history and description of modern wines）中，称之为“Commandery”；而在1879年，Samuel Baker称之为“Commanderia”。
传说在13世纪法国的菲利普·奥古斯（腓力二世）都举行了有史以来第一次品酒大赛。这一事件被称为“葡萄酒战役（法語：La Bataille des Vins），收录在1224年Henry d'Andeli著名的法国诗集中。这场竞赛收集了全法国乃至全欧洲的葡萄酒，最终由来自塞浦路斯的一支葡萄酒夺魁，相信这支葡萄酒就是卡曼达蕾雅酒。1307年，在镇压了圣殿骑士团后，卡曼达蕾地区也归于（腓力四世）统治。
根据另一种传说，奥斯曼帝国苏丹塞利姆二世曾经占领该岛，目的只是为了得到卡曼达蕾雅酒。用于酿造这种酒的葡萄也被引进到葡萄牙，最终酿出了著名的波特酒。

## 生产

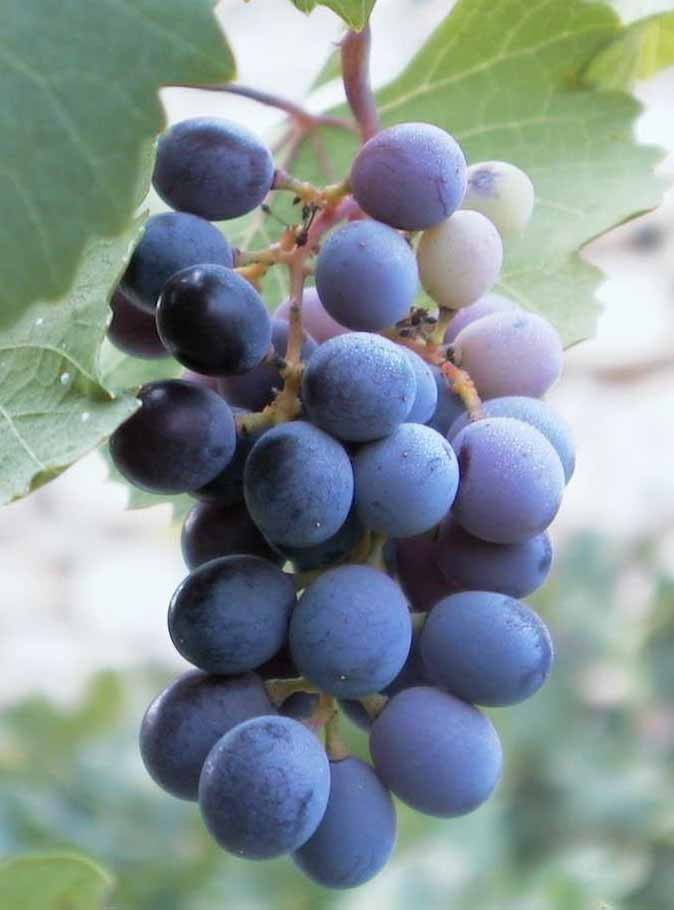
Mavro葡萄

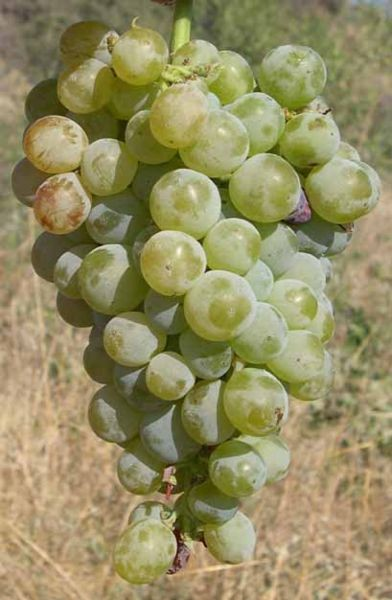
Xynisteri葡萄

卡曼达蕾雅酒完全是由两种不同类型的塞浦路斯本地葡萄酿造的——Xynisteri和Mavro。葡萄被留在藤上熟透，使其糖分达到所需要的水平（相当高的葡萄汁重量（Must weight)：葡萄中糖分含量标准）然后采摘。最特别的是，Xynisteri葡萄在12°Bé（波美度Baumé Scale，测量葡萄汁浓度的单位）采摘，而Mavro葡萄在15-16°Bé采摘。接下来葡萄会放在太阳下曝晒，蒸发水分进一步增加其糖分含量。当葡萄汁重量达到19-23°Bé时，通过挤压榨汁。发酵在一个水池中进行，当酒精浓度达到15%左右时发酵过程自然结束。卡曼达蕾地区的14个指定的村庄按上述方法酿造酒液。根据法规，卡曼达蕾雅酒必须在橡木桶中陈酿（aging）至少4年，陈酿过程可以在卡曼达蕾以外地区进行，但必须在塞浦路斯境内，以受到严格的控制和法律监管。
一旦发酵已完成，酒精浓度最低也在10％（实际上通常大大超出这个量），通过添加95%的葡萄酒精（葡萄汁制作的酒精）或大约70%的蒸馏酒，卡曼达蕾雅酒的酒精浓度还会大大增加。然而，“加强”后葡萄酒实际最终酒精含量不超过20％，而其潜在酒精含量总和（包括其糖分含量）必须至少是22.5％。因此，卡曼达蕾雅酒虽然作为加强葡萄酒，但其“加强”过程其实不是必需的。
这种生产方法的起源不得而知。公元前7世纪，赫西俄德在他的诗歌《工作与时日》中写道：
|  | Forget not next the ripen'd Grapes to lay, Ten Nights in Air, nor take them in by Day; Five more remember, e're the Wine is made, To let them ly, to mellow in the Shade; And in the sixth briskly yourself employ, To cask the Gift of Bacchus, Sire of Joy." |

1879年Samuel Baker在他的作品中描述道：
|  | ...the commanderia grapes are collected and spread upon the flat mud-plastered roofs of the native houses, and are exposed for several days, until they show symptoms of shriveling in the skin, and the stalks have partially dried: they are then pressed……" |

有趣的是，他声称，演变出这种生产方法更多是因为必须如此而不是因为人为选择：
|  | "It has been imagined by some travellers that the grapes are purposely dried before pressing; on the other hand, I have been assured by the inhabitants that their only reason for heaping and exposing their crop upon the house-tops is the danger of leaving it to ripen in the vineyard. None of the plots are fenced, and before the grapes are sufficiently ripe for pressing they are stolen in large quantities, or destroyed by cattle, goats, mules, and every stray animal that is attracted to the fields…." |

大型葡萄酒生产商（KEO，ETKO，LOEL和SODAP）和卡曼达蕾指定地区的小制造者都生产卡曼达蕾雅酒。
从Samuel Baker1879年的著作《我眼中的塞浦路斯》（Cyprus - How I saw it）的数据统计中可以发现，在19世纪后期，塞浦路斯每年卡曼达蕾雅酒产量的约30万okes（一种奥斯曼质量单位），相当于约385,000公升（这只是完税产品的生产量）。这其中有180,103 okes从利马索尔港出口，大多数去出口奥地利（155,000 okes值£2,075）。
“塞浦路斯葡萄产品委员会”公布的官方数字表明，生产量有一种普遍增加的趋势。 大多数卡曼达蕾雅酒仍然主要用于出口。

## 认证

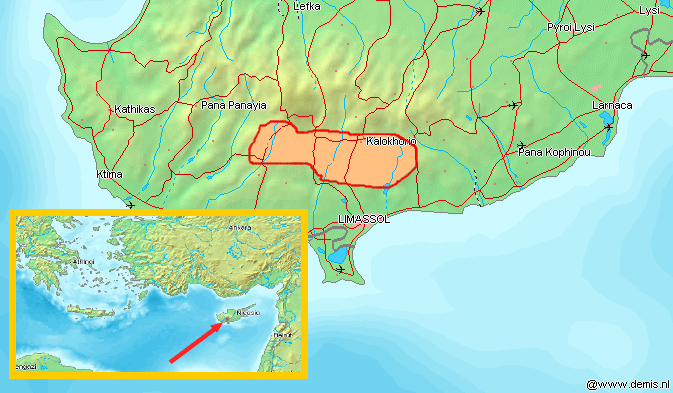
卡曼达蕾地区示意图

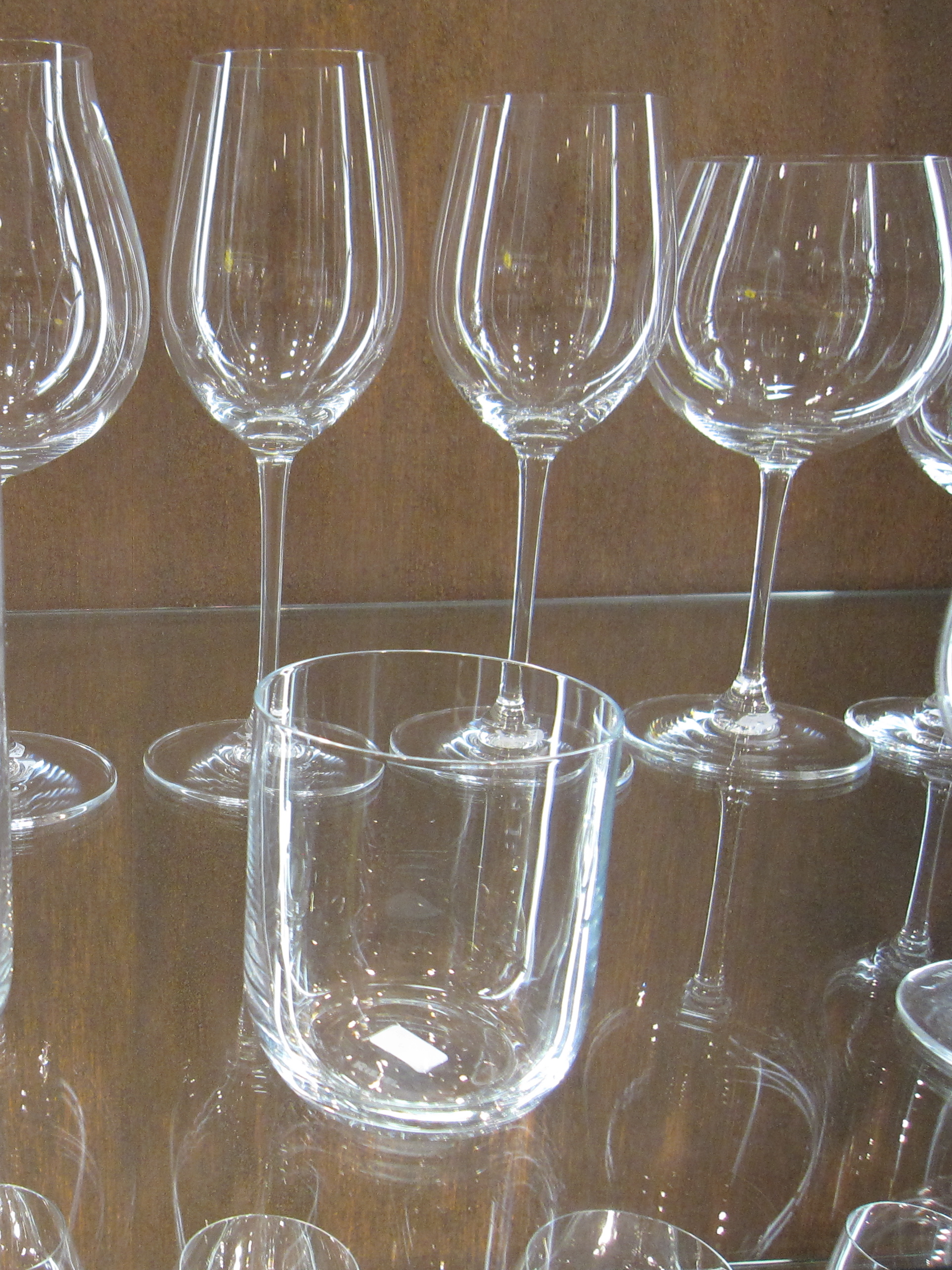
后排左边第三个即卡曼达蕾雅酒官方酒杯

目前卡曼达蕾雅酒在欧盟，美国和加拿大受到“原产地名称保护制度”（Protected Designation of Origin，PDO）于1990年3月2日，塞浦路斯通过立法，只在相邻的14个村庄生产卡曼达蕾雅酒：Agios Georgios，Agios Konstantinos，Agios Mamas，Agios Pavlos，Apsiou，Gerasa，Doros，Zoopigi，Kalo Chorio，Kapilio，Laneia，Louvaras，Monagri和Silikou。这些指定的区域共享卡曼达蕾地区的名称，它们都位于利马索尔地区特罗多斯山（Troödos mountains）南坡海拔500-900米位置。只有种植4年以上的葡萄藤结出的果实才能被用来酿酒。葡萄藤必须使用杯盆培育，而且严禁浇水。葡萄收获需要首先获得“塞浦路斯葡萄产业委员会”认可，“塞浦路斯葡萄产业委员会”根据葡萄中平均糖分含量决定是否对葡萄收获开绿灯。Xinisteri葡萄的糖分含量必须达到212 g/L，Mavro葡萄的糖分含量指标则必须达到258 g/L以上才算合格。糖分含量会随着之后的曝晒而增高，通常要求曝晒7-10天，以严格达到390 to 450g/L的指标窗口范围。
2006年2月，“塞浦路斯葡萄酒产品协会”将奥地利葡萄酒杯生产商“里德尔”（Riedel）公司的酒杯选作卡曼达蕾雅酒官方酒杯。

## 相关页面
- 波特酒
- 雪利酒
- 威末酒
- 马德拉酒
- 马拉加酒
- 玛萨拉酒